# Karsten Niebuhr

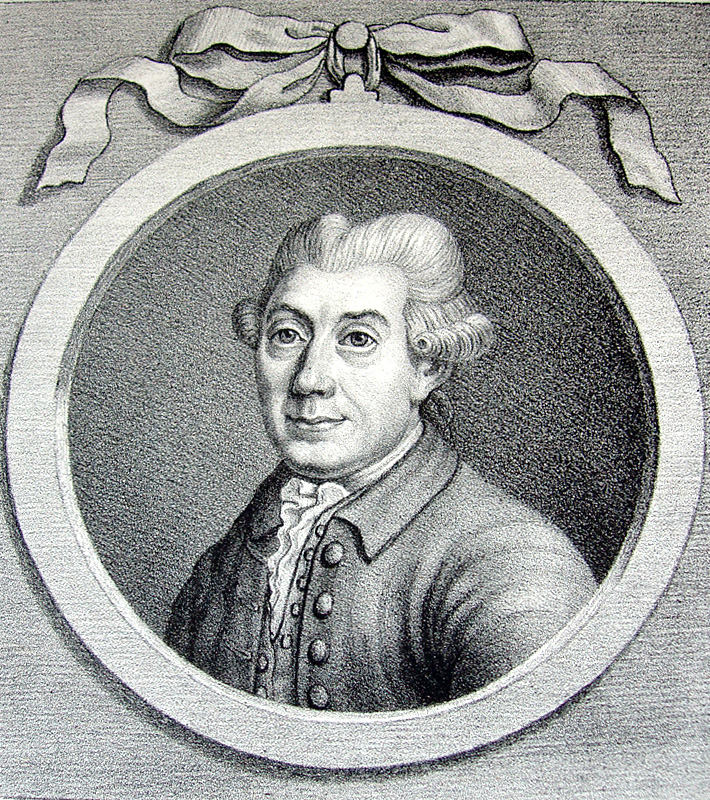
Carsten Niebuhr

Karsten Niebuhr (ur. 17 marca 1733, zm. 26 kwietnia 1815) – niemiecki podróżnik. Najważniejsze jego dokonania dotyczą badań dziejów Mezopotamii oraz pisma klinowego.

## Życiorys
Urodził się w Lüdingworth (dzisiaj część Cuxhaven) w Dolnej Saksonii w rodzinie rolniczej. W roku 1761 stanął na czele ekspedycji badawczej wysłanej przez króla Danii i Norwegii Fryderyka V Oldenburga w celu przeprowadzania badań archeologicznych na Bliskim Wschodzie.
Owocem tej wyprawy było dzieło Reisebeschreibung von Arabien und anderen umliegenden Ländern (Opis podróży do Arabii i innych krajów ościennych) wydane w roku 1778. Zawierało ono opis aktualnej sytuacji w krajach Bliskiego Wschodu, zachowanych zabytków z przeszłości. W dziele tym Niebuhr zaproponował również podział pisma klinowego na trzy klasy, każda reprezentująca inny język (np. klasę I zaklasyfikował jako język staroperski). Po powrocie osiadł na stałe w Meldorf, gdzie pracował jako urzędnik i zmarł w roku 1815.